# Matthias (apôtre)
Pour les articles homonymes, voir Matthias.
Matthias (en hébreu : mattithyahû), de l’hébreu mattaï, « présent, don », et yâh, pour YHWH, Dieu, est un personnage du Nouveau Testament qui succède à Judas parmi les Douze apôtres. Il est choisi par tirage au sort parmi ceux qui accompagnent Jésus et reçoit le Saint-Esprit avec les autres, le jour de la Pentecôte. Rien n'est connu de son activité apostolique.
Cet apôtre est souvent désigné par d'autres noms : la version syriaque d’Eusèbe de Césarée l’appelle « Tolmai » (ce qui pourrait indiquer qu'il est le père de Barthélemy, celui-ci étant souvent nommé bar Tolmai dans les sources en syriaque où bar signifie fils). Pour Clément d'Alexandrie, Matthias est Zachée, qui signifie « le Juste » en araméen et pourrait donc être un pseudonyme. Hilgenfeld pense qu'il s'agit de Nathanaël, mentionné dans l’Évangile selon Jean. Sa fête est le 14 mai.

## Histoire
Le choix de Matthias en tant qu'apôtre est mentionné au premier chapitre des Actes des Apôtres. Rien n'est connu de ses activités apostoliques et la tradition apocryphe le concernant est plus pauvre et plus tardive que celle des autres apôtres. Jacques de Voragine, dans sa Légende dorée, lui consacre un chapitre.

### Dans les Actes des Apôtres

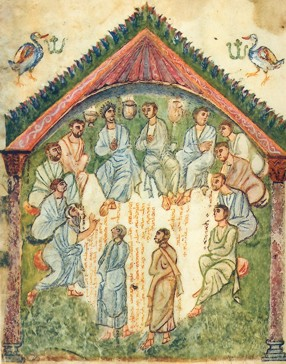
Les onze apôtres réunis pour désigner le successeur de Judas, miniature des Évangiles de Rabula (586).

Au premier chapitre des Actes, il est rapporté qu'après l'Ascension de Jésus, l'apôtre Pierre, au milieu d'une assemblée de frères de quelque 120 personnes, proposa que quelqu'un prît la place de Judas pour devenir avec les autres « témoin de la Résurrection » du Christ (Ac 1:22) Il fallait que le nouvel apôtre fût choisi parmi ceux qui les avaient « accompagnés durant tout le temps où le Seigneur Jésus a marché à notre tête » (Ac.1:21). On proposa deux candidats, Joseph dit le Juste et Matthias, qui furent départagés par tirage au sort, et c'est Matthias qui fut ainsi désigné (cf. Ac 1. 21-26). Avec les autres il reçut le Saint-Esprit le jour de la Pentecôte (Ac 2:4ss).

### Dans les traditions apocryphes

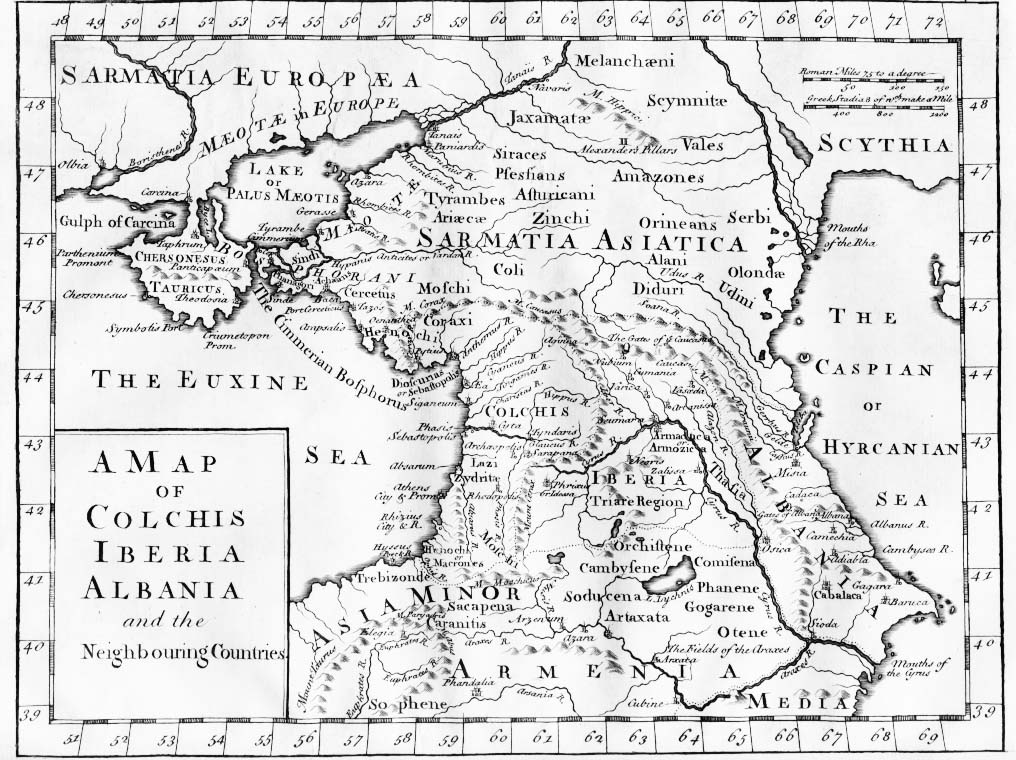
La Colchide, l’Ibérie (orientale), l’Albanie (orientale) et les régions voisines.

D’après Nicéphore Calliste (Historia eccl. 2, 40), Matthias prêcha la bonne parole en Judée, puis en Ethiopia, comprise comme un synonyme de la Colchide, et y fut crucifié.    
Le Synopsis de Dorothée de Tyr contient cette tradition :
« Matthias prêcha la bonne parole aux barbares et aux anthropophages en Ethiopia, où se trouve le port maritime d’Hyssus, à l’embouchure de la rivière Phasis. Il mourut à Sebastopolis, et y fut incinéré, près du Temple du Soleil ».
Les Actes d’André et de Matthias (en) (apocryphe copte) situent également une partie des activités de Matthias dans « la ville des anthropophages », c'est-à-dire Sinope dans la province romaine de Bithynie et Pont. 
Une autre tradition issue d'un livre hébreu, La vie de saint Matthias, traduit au XIIe siècle par un moine de l'abbaye Saint-Matthias de Trèves, avance que l'apôtre fut lapidé à Jérusalem par les Juifs, et qu'il fut ensuite décapité (cf. Tillemont, Mémoires pour servir à l'histoire ecclésiastique des six premiers siècles 1 406-7). 
D'après le missel romain, Hélène, mère de Constantin le Grand, apporta les reliques de saint Matthias à Rome, en déposa une partie à la basilique Sainte-Marie-Majeure puis en confia la plupart à l'évêque Agrice de Trèves (en). Aujourd'hui, elles sont conservés à la crypte de l'abbaye Saint-Matthias. Les Bollandistes (Acta Sanctorum, mai, III) doutent que les reliques soient celles de l'apôtre, mais plutôt celles de saint Matthias (en) qui fut évêque de Jérusalem aux alentours de 117, et dont la biographie pourrait avoir été confondue avec celle de l’apôtre.

## Textes attribués à Matthias
Clément d'Alexandrie (Stromates 3 4) rapporte une phrase que les nicolaïtes attribuent à Matthias : « nous devons résister à notre chair, ne lui attribuer aucune valeur, et ne rien lui concéder pour la flatter, mais plutôt renforcer l’élévation de notre âme au moyen de la foi et la connaissance ».
Origène cite l'évangile de Matthias (homélie à Luc i), tout comme Eusèbe de Césarée (Histoire ecclésiastique 3 25), qui l’attribue à des hérétiques. Ce texte est aussi mentionné par Jérôme (Præf. in Matth.), et dans le Decretum Gelesianum (VI, 8) qui le déclare apocryphe. Il vient en fin de liste du Codex Baroccianus (en) (206).
Ce texte est probablement le document dont Clément d’Alexandrie cite plusieurs passages, disant qu'’ils étaient empruntés aux Traditions de Matthias, Paradoseis « Paradoxes », témoignage qu'il prétend avoir été évoqués par les hérétiques Valentinius, Marcion, et Basilide (Stromates 7 17). D’après Philosophoumena (en) 7 20 d'Hippolyte de Rome, Basilide cite des discours apocryphes qu'il attribue à Matthias. Ces trois écrits, l’évangile, les traditions, et les discours apocryphes, furent identifiés par Theodor Zahn (Gesch. des N. T. Kanon, II, 751), mais Adolf von Harnack (Chron. der altchrist. Litteratur, 597) réfute cette théorie.
Constantin von Tischendorf (Acta apostolorum apocrypha, Leipzig, 1851) publia après Johann Karl Thilo (en), 1846, Acta Andreæ et Matthiæ in urbe anthropophagarum qui, d’après Richard Adelbert Lipsius, était du milieu du IIe siècle. Cet apocryphe relate que Matthias alla parmi des peuples anthropophages et, ayant été jeté en prison, en fut délivré par André. Cette narration n'a aucune valeur historique. Dans les apocryphes, Matthieu et Matthias sont parfois confondus.

## Enseignement de Matthias

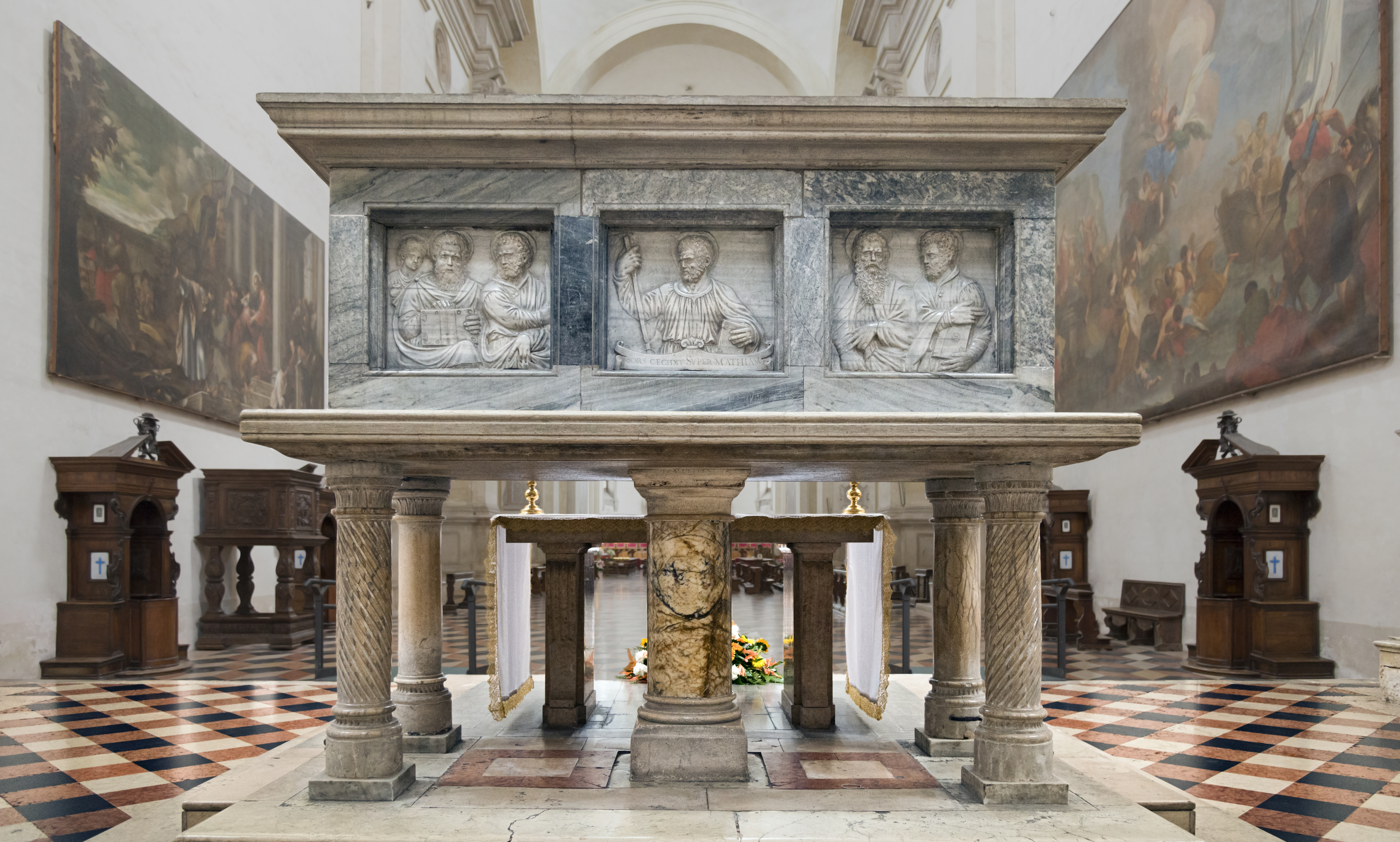
Reliquaire de saint Matthias, basilique Sainte-Justine (Padoue).

Pour Clément, l'apôtre Matthias avait reçu un enseignement singulier ou secret de Jésus, qui fut une des sources d'inspiration pour le gnostique Basilide.

## Célébration
Dans l'Église catholique, sa fête est le 14 mai, après avoir été le 24 février jusqu'au XXe siècle, tandis que pour l'Église orthodoxe, elle reste fixée au 9 août.

## Bande dessinée
Le sixième album de la série Natacha, Le Treizième Apôtre, fait référence à Matthias.